# Vampirates: Tide of Terror
Vampiratas: Maré de Terror é o segundo livro da série de livros de ficção juvenil Vampiratas, de Justin Somper.